# Carlos Alberto Garcia
Carlos Alberto da Cunha Garcia, noto semplicemente come Carlos Alberto Garcia o solo Carlos Alberto (Rio de Janeiro, 17 gennaio 1961), è un ex giocatore di calcio a 5 brasiliano, campione del mondo con la nazionale brasiliana nel 1989.

## Carriera
Utilizzato nel ruolo di pivot, Carlos Alberto è stato uno dei più rappresentativi giocatori brasiliani degli anni 1980, riuscendo a mantenersi ad alti livelli dapprima nel calcio a 5 FIFUSA poi in quello FIFA, di cui vinse il primo campionato mondiale nel 1989.
Con i tre titoli mondiali vinti nel 1982, 1985 e 1989, Carlos Alberto è stato il primatista di allori nelle competizioni FIFUSA. Ha inoltre partecipato a quattro edizioni dei campionati del mondo, compresa quella del 1988 in cui il Brasile fu sconfitta in finale dal Paraguay.

## Palmarès
- Campionato mondiale: 1

Paesi Bassi 1989